# فرانتسیسکا پیر
فرانتسیسکا پیر (آلمانی: Franziska Peer؛ زادهٔ ۶ مهٔ ۱۹۸۷) تیرانداز زن اهل اتریش است.
وی در مسابقات کشوری و بین‌المللی در مجموع برندهٔ ۱ مدال نقره، ۱ مدال برنز شده‌است.